# Elecciones generales de San Cristóbal-Nieves-Anguila de 1961
Elecciones generales tuverion lugar en San Cristóbal-Nieves-Anguila el 16 de noviembre de 1961. El resultado fue una victoria para el Partido Laborista de San Cristóbal y Nieves, el cual ganó siete de los diez escaños.

## Resultados
| Partido                                     | Votos | %    | Escaños | +/-   |
| ------------------------------------------- | ----- | ---- | ------- | ----- |
| Partido Laborista de San Cristóbal y Nieves | 7808  | 64,5 | 7       |       |
| Movimiento Político Popular                 | 1346  | 11,1 | 0       | Nuevo |
| Movimiento Nacional Unido                   | 876   | 7,3  | 2       | Nuevo |
| Independientes                              | 2079  | 17,2 | 1       |       |
| Votos en blanco/nulos                       | 479   | –    | –       | –     |
| Total                                       | 12588 | 100  | 10      | +2    |
| Electores registrados/participación         | 18310 | 68,7 | –       | –     |
| Fuente: Nohlen O'Flaherty                   |       |      |         |       |